# Rocket Brothers - tæt på bandet Kashmir
|  | Denne artikel er oprettet af botten PalnaBot ud fra en ekstern database. Den kan derfor have sproglige fejl eller mangler. Denne skabelon kan fjernes efter kontrol af indholdet. |

Rocket Brothers - tæt på bandet Kashmir er en portrætfilm fra 2003 instrueret af Kasper Torsting.

## Handling
I fire år har Kasper Torsting fulgt et af danmarks største rockbands, Kashmir, på nærmeste hold. Med forsangeren Kasper Eistrup i fokus følger vi bandets hårde kamp mod tomheden efter succesen med albummet- 'The Good Life', og den efterfølgende angst for ikke at kunne indfri egne såvel som omverdenens forventninger. Vi er med bandet i studiet, bag scenen og på turné. Vi oplever dem råt for usødet, når de skændes i frustration, når de arbejder intenst med musikken, og når de bare er glade drengerøve. Vi følger dem, mens deres seneste album, 'Zitilites', langsomt tager form.